# PMTair
La PMTAir (Progress MulTi Air) era una compagnia aerea cambogiana.

## Storia
Fondata il 14 gennaio 2003, ha iniziato le operazioni di volo l'ottobre successivo.
Nel 2008 la compagnia è fallita, sospendendo tutte le operazioni di volo.

## Flotta
- 1 Boeing 737-200
- 1 McDonnell Douglas MD-83
- 2 Antonov An-12 [cargo]

## Flotta storica
- Antonov An-24

## Incidenti
- Il 25 giugno 2007 un Antonov An-24 della PMTAir che operava sulla tratta Siem Reap-Sihanoukville è caduto alle 10:50 (05:50 ora italiana). Tutte le persone a bordo e i membri d'equipaggio sono morti, tra di loro: 13 cittadini della Corea del Sud, 1 cittadino della Russia e 3 cittadini della Repubblica Ceca.